# 日本國鐵DC10型柴油機車
DC10型柴油机车（日语：DC10形ディーゼル機関車）是日本铁路的第一代柴油机车车型之一，由日本国有铁道的前身铁道省于1930年（昭和5年）从德国引进。

## 历史
1930年，作为第一次世界大战结束后的赔偿，日本铁道省从德国引进了两台柴油机车。两种机车的柴油机装车功率均为600马力（441千瓦），但采用了各异的传动方式，以作比较。其中一台机车由克虏伯公司制造，采用机械传动方式，称为DC10型柴油机车；而另一台机车由埃斯林根机械制造厂制造，采用电力传动方式，称为DC11型柴油机车。1930年11月，DC10型柴油机车运抵神户港，并在鹰取工场进行了彻底的解体检查，以深入了解机械传动柴油机车的结构。机车在山阳本线上完成试运行后，配属鹰取工场附近的鹰取机关区投入运用，主要担当神户港港区铁路的货物列车调车任务。
在运用过程中，日本的铁道部门逐渐发现了两种柴油机车的一些优点和缺点。DC10型柴油机车的低速柴油机虽然比较笨重，但可靠性明显比DC11型柴油机车的中速柴油机好。然而在传动装置方面，机械传动的故障率较高、操纵亦较为困难，相比之下电力传动受到了更大的重视。通过对这两种机车的深入研究和分析，对日本柴油机车的发展发挥了重要的作用。

## 技术特点
DC10型柴油机车采用罩式车体，机车前部为机械室，尾端设有单端司机室。机车装用一台六气缸、直列式的四冲程低速柴油机，气缸直径为320毫米，活塞行程为350毫米，小时制额定功率为600马力，额定转速为每分钟540转，转速范围为每分钟216～540转，由伺服电机驱动的调速器进行速度控制，柴油机还安装了机械增压器以提高燃烧效率。柴油机机体采用铸钢制造，气缸套采用特种铸铁制造，活塞采用铝硅合金铸件，曲轴采用镍铬锻钢制造，柴油机重量为13,050公斤。柴油机采用空气启动系统，由风缸和起动风泵提供压缩空气来启动柴油机。
机车采用了克虏伯公司开发的机械式变速装置，机车设有一台具有三个排挡的变速箱，以将柴油机输出的扭矩传递给主动轴。变速箱中的齿轮是经常啮合的，换档是通过电磁式离合器进行。当机车行驶时，齿轮箱换档是在主离合器分离的情况下进行，因此在换档瞬间机车的轮周牵引力会下降至零，而啮合另一档的齿轮时亦需要特别小心，以免导致啮齿损坏。机车的走行部仍然保持了与蒸汽机车相似的形式，主动轴的扭矩通过连杆机构传递到三对动轮，而机车两端并各设有一对导轮，机车轴式为1-C-1。

## 参看
- DC11型柴油机车
- DD10型柴油机车
- 日本柴油机车列表